# Juana de Constantinopla
Juana de Flandes (1199/1200-1244), o Juana de Henao, o Juana de Constantinopla, condesa de Flandes y de Henao de 1205 a 1244. Fue la hija mayor de María de Champaña y de Balduino IX, conde de Flandes y de Henao, después emperador latino de Constantinopla.

## Biografía
En 1202, Balduino participó en la Cuarta cruzada, y María trató de reunirse con él dos años más tarde, confiando a Juana y a Margarita (de sólo dos años) a su tío Felipe I de Namur, conde de Namur, esposo de María de Francia, hija de Felipe Augusto. La madre de Juana murió en 1204 y su padre al año siguiente. Felipe de Namur asumió la regencia y confió a ambas niñas al rey de Francia, Felipe Augusto quien, a su vez, las dejó bajo la custodia de Enguerrand III de Coucy. 
Felipe Augusto casó en 1212 a Juana con un candidato de su elección: Fernando de Portugal, hijo de Dulce de Aragón (1198) y de Sancho I, rey de Portugal y hermano de Matilde de Portugal. Al esposo le hizo firmar el tratado de Pont-á-Vendin, por el que se vio obligado a renunciar a las castellanías de Aire-sur-la-Lys y Saint-Omer junto con los restantes territorios y derechos feudales situados en el Artois, además de pagar una enorme dote.
La humillación que para Fernando supuso este tratado le llevó a unirse a las viejas alianzas de Balduino, el rey Juan I de Inglaterra y el emperador Otón IV para luchar contra Francia. Fueron derrotados en la batalla de Bouvines en julio de 1214, donde Fernando fue hecho prisionero.
Durante 12 años Fernando fue prisionero de los franceses (fue liberado en enero de 1227) y Juana tuvo que reinar sola. Durante este período surgieron conflictos entre Juana y su hermana Margarita a causa de los problemas de sucesión, complicados, además, por la validez de los dos matrimonios de esta última. A este conflicto vinieron a sumarse las dificultades provocadas por el hambre.
En 1225 hizo su aparición un hombre que pretendía ser el padre de Juana tras los 20 años transcurridos en las cruzadas. De inmediato se convirtió en el centro de una revolución popular, durante la cual, Juana, se vio obligada a solicitar la ayuda de Luis VIII.
Hacía 1231 nació su única hija María. Se prometió a Roberto de Artois, hermano del rey de Francia Luis IX, pero murió en 1236.
Tras la muerte de Fernando el 27 de julio de 1233, Juana mantuvo unas excelentes relaciones tanto con Francia como con Inglaterra. En 1237 se casó, en segundas nupcias, con Tomás II de Saboya, hijo del conde de Saboya Tomás I y de Beatriz Margarita de Ginebra. 
Tras la muerte de Juana sin descendencia, ocurrida el 5 de diciembre de 1244 le sucedió su hermana Margarita.
Juana pasó a la historia como una mujer voluntariosa y piadosa. Gracias a ella se crearon gran número de conventos y abadías. Ayudó a los hospitales y leproserías, fundando otras (entre ellas el Hospicio de la Condesa, en Lille, las abadías de Flines-lez-Raches y de Marquette donde fue enterrada. Durante su gobierno el poder y la prosperidad económica de las ciudades flamencas se vieron considerablemente incrementados. Su estatua se encuentra en los jardines de Coutrai